# 徐芝寅
徐芝寅（1915年1月—2010年7月30日），江苏扬州人，中华人民共和国政治人物。
担任中华全国民主妇女联合会常务委员。1954年，当选第一届全国人民代表大会代表。2010年去世。